# DnaG
DnaG je bakterijska primaza koja sintetiše kratke RNK oligonukleotide tokom replikacije DNK. Ti RNK oligonukleotidi služe kao prajmeri za DNK sintezu bakterijskom DNK polimerazom Pol III. Na zaostajućem lancu, primaza formira prajmer svakih nekoliko kilobaza. Ti prajmeri služe kao supstrat za sintezu Okazakijevih fragmenta. 
DnaG se vezuje putem nekovalentne interakcije za bakterijsku replikativnu helikazu DnaB da bi mogla da funkcioniše kao primaza. Oko tri DnaG primazna proteina se vezuje za svaku DnaB helikazu. Primaze iniciraju sintezu na specifičnim nukleotidnim sekvencama jednolančane DNK (ssDNA). Ta sekvenca je GTA za DnaG.
DnaG primaza je monomerni protein s 581 ostataka. Iz proteolitičkih studija proizilazi da ona ima tri funkcionalna domena. N-terminalni domen vezuje Zn++ (ostaci 1-110). Jon metala je tetraedralno koordiniran između jednog histidina i tri cisteina. Moguće je da oni učestvuju u prepoznavanju ssDNA. Centralni domen (ostaci 111-433) ispoljava aktivnost RNK polimeraze. Na njemu se sintetiše RNK prajmer. C-terminalni domen (ostaci 434-581) je odgovoran za nekovalentno vezivanje DnaG za DnaB helikazni protein.

## Spoljašnje veze
- dnaG+protein,+E+coli на 
- DnaG+(Primase) на 